# Línia Manresa-Berga-Guardiola
La línia Manresa-Berga-Guardiola o Ferrocarril Econòmic de Manresa a Berga i Guardiola era una línia de ferrocarril que unia les poblacions de Manresa, Berga i Guardiola de Berguedà. La línia va ser construïda i explotada per la companyia Tramvia o Ferrocarril Econòmic de Manresa a Berga que va ser comprada per la Companyia General dels Ferrocarrils Catalans.

## Descripció
La línia era de via estreta. A Guardiola de Berguedà sortia una línia d'11 quilòmetres que l'unia amb la fàbrica de ciment Asland o el Clot del Moro (part de l'actual Ferrocarril Turístic de l'Alt Llobregat).

### Estacions de la línia Manresa-Berga
- Estació Manresa- Nord (km 0)
- L'estació de Manresa-Riu (km 0,709). Pel fet de ser l'estació principal de la línia i estació de transbord de mercaderies, tenia unes instal·lacions completes
- Estació de Manresa-Baixador (km 2,209)
- Baixador de Manresa (km 2,500)
- Estació de Manresa-Alta (km 3,054)
- Baixador de Sant Iscle (km 6,471)
- Estació de Santpedor (km 9,064)
- Baixador de Sant Ponç (km 13,759)
- Baixador de Cabrianes (km 15,701)
- Estació de Sallent (km 18,056). Fou, fins a la Guerra Civil, una de les estacions més importants de la línia, amb 22 vies i 12 edificis, dels quals destacaven una bàscula per a vagons de vint mil quilos i una plataforma giratòria.
- Baixador Sallent-Plaça (km 18,681)
- Apartador de Vilafruns (km 21,646)
- Estació de Balsareny (km 23,429)
- Baixador de la Rabeia (km 25,632)
- Estació de Navàs (km 28,798)
- Baixador de l'Ametlla de Merola (km 30,050)
- Apartador de la colònia Vidal (km 33,500)
- Estació de Puig-reig (km 37,055). L'edifici de viatgers, juntament amb el Guardiola de Berguedà i el de cal Vidal, són els únics que es conserven de tota la línia.
- Baixador de Puig-reig (km 38,663)
- Baixador de cal Prat (km 39,523)
- Baixador de Viladomiu (km 42,028)
- Estació de Gironella (km 45,170)
- Estació d'Olvan (km 49,478). Era una de les estacions més importants de la línia perquè durant anys va fer les funcions d'estació final, d'estació de Berga, i amb la posada en marxa del tram ferroviari cal Rosal-Guardiola, d'estació d'enllaç.

### Locomotores
Les quatre primeres locomotores que va comprar la companyia l'any 1883 eren alemanyes, de la firma Lokomotivfabrik Krauss & Co. de Múnic, i foren batejades amb els noms de Manresa, Berga, Sallent i Sampedor. L'any 1888 la companyia encarregà a la mateixa empresa un prototipus nou, les Berga. Les primeres locomotores Berga foren fabricades per la mateixa empresa alemanya entre 1887 i 1890. En ampliar-se la línia ferroviària amb el tram Olvan-Guardiola, l'empresa ferroviària va encarregar més locomotores a la societat barcelonina Navegación e Industria, que es van fabricar als tallers de Nuevo Vulcano amb llicència de l'empresa alemanya. Entre 1902 i 1911 es van posar en circulació onze noves locomotores construïdes per La Maquinista Terrestre y Marítima de Barcelona.
Les màquines de vapor van continuar circulant fins als anys cinquanta, quan la línia ja havia passat a l'Explotación de Ferrocarriles por el Estado (EFE), i aleshores foren substituïdes per les noves locomotores dièsel. Només restà en funcionament fins a l'any 1969 la locomotora “Berga” número 34, llogada a Carbones de Berga, S. A. Les màquines dièsel van suposar una millora pel que fa tant a la reducció de la duració del trajecte com a la disminució de les avaries.

## Història
Tot i que s'havien presentat diversos projectes anteriors per obrir una línia de tren partint de Manresa seguint el curs del Llobregat cap al nord, la línia va néixer del projecte presentat a Corts el 7 de desembre de 1879 pel diputat provincial Marià Puig i Valls, amb ample de via de 750 mm i un pressupost d'1.500.000 pessetes, i que va ser aprovat el 25 d'abril de 1880. La subhasta de la concessió fou celebrada el 25 d'abril de 1881, i s'atorgava al Sr. Marià Puig i Valls, la concessió seria per a 60 anys i les obres havien de començar al cap de tres mesos i estar acabades al cap de dos anys.
El nom que va prendre la societat a la qual es va atorgar l'explotació de la línia fèrria era Tranvía o Ferrocarril Económico de Manresa a Berga (TFEMB). El Consell d'Administració, fins al traspàs de la línia a la companyia dels Catalans l'any 1919, era controlat pels grans industrials cotoners de les colònies del Llobregat, especialment pels Pons (colònia Pons) i els Rosal (colònia Rosal). També eren accionistes els propietaris de colònies tèxtils com els germans Soldevila (colònia Soldevila de Balsareny), Antoni Teixidor i Bassacs (cal Bassacs), Josep Monegal i Nogués (l'Ametlla de Casserres), els germans Viladomiu (Viladomiu Vell), Pau Sedó (Colònia Sedó) i una llarga llista d'amos de fàbriques de riu, tals com les de Sallent o el Pont de Vilomara. Marià Puig i Valls, autor del projecte va ser nomenat director general de la societat.
El 4 de juliol de 1919 es fusiona l'empresa Tranvía o Ferrocarril económico de Manresa a Berga amb la Companyia General dels Ferrocarrils Catalans (CGFC), embrió de l'actual Línia Llobregat-Anoia de FGC. juntament amb els Camins de Ferro del Nord-est d'Espanya (entre Martorell i Barcelona) i el Ferrocarril Central Català (entre Martorell i Igualada). La CGFC la formaren, però, el FC Central Català i els Camins de Ferro del Nord-est, per integració mútua de les dues societats. Amb el Tranvía o Ferrocarril Económico de Manresa a Berga, que no desaparegué, hi signaren un acord d'explotació conjunta. El 17 de maig de 1946 caducà la concessió de la línia Manresa-Olvan, que passà a ser explotada per la Jefatura de Explotación de Ferrocarriles por el Estado.
El servei ferroviari entre Manresa i Guardiola de Berguedà es va tancar entre 1972 i 1973. La crisi, la millora del transport per carretera i la generalització dels vehicles particulars van fer que el servei deixés de ser rendible i necessari. La construcció de l'Embassament de la Baells, que afectava de ple el traçat de la línia, va servir com a motiu perquè el 2 de maig de 1972 circulés l'últim servei entre les estacions de Guardiola de Berguedà i Olvan-Berga. L'últim trajecte de passatgers entre Olvan-Berga i Manresa es va fer el 30 de juny de 1973 i només va restar des d'aleshores en servei per a mercaderies el tram entre Manresa i Sallent per al transport de sals potàssiques.

### Cronologia
- 1885: S'inaugura el ferrocarril de Manresa a Puig-reig.
- 1887: S'obre el tram entre Puig-reig i Olvan-Berga.
- 1904: S'inaugura el tram d'Olvan-Berga a Guardiola de Berguedà.

| 1879                   | Redacció d'un primer projecte de ferrocarril Manresa-Berga. |
| 1880                   | Aprovació governamental del nou projecte ferroviari Manresa-Berga. |
| 1881                   | Concessió de la construcció i explotació a la companyia Ferrocarril Económic Manresa-Berga. |
| 1884                   | L'extensió de la via arriba a Sallent. |
| 1885                   | El ferrocarril arriba a Puig-reig. Comencen les obres de construcció del tram ferroviari de cal Rosal a Guardiola, de 21,3 km, per part de l'empresa italiana Gavaretti, Vallido, Bovio & Cia. |
| 1887                   | Arribada a l'estació d'Olvan i a la colònia Rosal. |
| 1891                   | Connexió de l'estació Manresa-Nord amb la via ampla Barcelona-Saragossa, explotada per la companyia Caminos de Hierro del Norte de España.                                                     |
| 1890                   | Es fusionen les empreses Ferrocarril y Minas de Berga i Ferrocarril Económico Manresa-Berga, que reprenen les obres.                                                                           |
| 1903                   | La companyia Ferrocarril Económico Manresa-Berga obté la concessió estatal per a l'explotació de la línia fèrria fins a Guardiola de Berguedà, per un període de 99 anys.                      |
| 1904 - 21 de novembre. | El tren arriba a Guardiola de Berguedà. |
| 1910                   | Comencen les obres de construcció del tram Guardiola-Clot del Moro, de 12 km. |
| 1914                   | S'inaugura el tram Guardiola-Clot del Moro. |
| 1919                   | Es constitueix la Compañia General de Ferrocarriles Catalanes integrada per la fusió de diferents companyies, entre les quals hi havia la del Ferrocarril Económico Manresa-Berga.             |
| 1939                   | Voladura de nombrosos ponts de la línia. |
| 1951                   | L'Explotació de Ferrocarrils de l'Estat (EFE) es va fer càrrec de la línia Manresa-Berga-Guardiola.                                                                                            |
| 1963                   | Clausura del tram Clot del Moro-Guardiola de Berguedà. |
| 1972 - 2 de maig.      | Clausura del tram Guardiola de Berguedà-cal Rosal/Olvan. |
| 1973 - 30 de juny.     | Clausura del tram Olvan-Manresa |

### Antecedents
La zona de l'alt Llobregat vivia en una època de prosperitat a la segona meitat del segle xix per la instal·lació de colònies de la indústria tèxtil i el creixement de la mineria a la conca carbonífera de Berga. Però la zona no disposava de bones comunicacions per al transport. Els primers intents de creació d'un ferrocarril es remunta a aquesta època, i potser influenciats per la construcció del Ferrocarril de Barcelona a Saragossa que passa per Manresa. Un dels primers projectes va ser l'estudi de la construcció d'un ferrocarril de Manresa a Sallent, autoritzat el 1859 a Marià Potó, però que no va tenir continuïtat. El 1862 Joan Baptista Perera va sol·licitar l'autorització per a fer estudis per a la construcció d'un tramvia de força animal de 58 km de longitud de Manresa a Berga que començaria a l'estació de Manresa (línia de Saragossa) cap a Súria, Cardona i Berga. L'objectiu d'aquest ferrocarril era el transport de la sal gemma de Cardona i el carbó de Berga.
L'any 1868 va haver-hi dos projectes per a la realització del Ferrocarril Manresa - Guardiola de Berguedà. Un elaborat per Cels Xaurado i Rovira en ample ibèric antic (1.672 mm), i l'altre elaborat per Carles Souton en ample de via estreta. Al 25 de novembre de 1868 s'atorgava a la Carbonera Española la concessió del ferrocarril segons el projecte de Carles Souton.
El 1879 el diputat provincial per Gràcia Marià Puig i Valls va presentar el projecte d'un tramvia de vapor de Manresa a Berga d'ample de via de 750 mm, que seria aprovat el 1880 i s'atorgava la concessió per 60 anys a Marià Puig i Valls. Poc temps després es va atorgar a la Carbonera Española la concessió del Ferrocarril Manresa-Guardiola, projecte que havia estat oblidat durant tretze anys i que va ressorgir en concedir la del tramvia de vapor. Ambdues línies eren paral·leles i en molts llocs tenien el mateix traçat.

### Concessió i obres
Puig i diversos propietaris i industrials de Barcelona i Berga, entre ells Rosal i Pons Enrich, van constituir la societat Tramvia o Ferrocarril Econòmic de Manresa a Berga (TFEMB) a la que es va transferir la conncessió que havia estat atorgada a Puig. Les obres van començar a l'estiu de 1881, però el projecte es va haver de replantejar, ja que hi havia difícils rampes i corbes per a l'explotació de la línia. El 1882 es va presentar el replantejament del projecte que ja no finalitzava a Berga, per fer-ho a la Colònia Rosal, on un dels accionistes tenia la fàbrica. La reacció popular va fer peticions al Govern perquè no s'atorgués ni l'autorització del projecte ni la declaració d'utilitat pública. La companyia, que tampoc estava del tot convençuda, va contractar a Pau i Artur Guasch perquè fessin un estudi. El dos enginyers van elaborar un dictamen en el qual dividien la línia en tres trams.
La línia es va inaugurar l'any 1885 entre Manresa i Puig-reig, dos anys més tard entre Puig-reig i Olvan-Berga i l'any 1904 arribava a Guardiola de Berguedà.

### Problemes financers
Entre el 1901 i el 1914 van anar augmentant els problemes financers del TFEMB en part per la prolongació de la línia fins a Guardiola de Berguedà. El 1914 un grup belga va comprar la majoria de les accions de la companyia amb la intenció de crear una xarxa de ferrocarrils secundaris d'uns 175 km, per fer-ho també volia encarregar-se de l'explotació dels ferrocarrils d'Igualada a Martorell (CC) i Barcelona a Martorell (NEE) i la construcció d'un ferrocarril entre Martorell i Manresa per unir-los. Amb l'arribada de la Primera Guerra Mundial i el fet que la companyia estigués en mans belgues (estat aliat) va provocar nombrosos problemes en l'explotació. El 1919 el mateix grup va crear la Companyia General dels Ferrocarrils Catalans (CGFC) i la societat va adquirir TFEMB, que seguiria existint com a societat independent, i CGFC es va fer càrrec a partir de 1920 de l'explotació de la línia.